# Andrés Di Tella
Andrés Di Tella (Buenos Aires, 16 de novembre de 1958) és un cineasta, periodista i director de cinema argentí.

## Carrera

### Activitat al cinema documental
Va dirigir diverses pel·lícules documentals, totes estrenades en sales cinematogràfiques de l'Argentina i difoses en festivals i universitats de diversos països:
- Prohibido (1997)
- Montoneros, una historia (1998)
- La televisión y yo (2003)
- Fotografías (2007)
- El país del diablo (2008).
- 327 cuadernos (2015)
- Ficción privada (2019)

També va col·laborar en la recerca del documental Gombrowicz, o la seducción (Representado por sus discípulos) (1986) i va realitzar la direcció artística del film col·lectiu Historias de Argentina en Vivo (2001). Va dirigir i va produir documentals televisius per a Canal 7 (Argentina), Public Broadcasting Service (Estats Units) i Channel 4 (Gran Bretanya), entre d'altres. El seu curtmetratge Reconstruyen crimen de la modelo (1990) rebut nombrosos premis internacionals. Com a documentalista va rebre el Premi Konex Diploma al Mèrit en 2011 i 2021, com un dels 5 millors de la dècada.

### Sobre la seva obra
El llibre Cine Documental en América Latina, editat per Paulo Antonio Paranaguá (Editorial Cátedra, Madrid, 2003), el destaca entre els 15 documentalistes més significatius del continent. En 2006 es va publicar un llibre dedicat a la seva obra, Conversación en Princeton. Andrés Di Tella: cine documental y archivo personal (Siglo XXI, Buenos Aires), editat per dos professors de la Universitat de Princeton, Paul Firbas i Pedro Meira Monteiro. La Filmoteca de Catalunya, de Barcelona, li ha consagrat recentment una retrospectiva. Ha estat distingit amb la prestigiosa Beca Guggenheim, i així mateix ha estat becari del British Council, la Fundación Antorchas, la Fundació Rockefeller i l'Instituto de Cooperación Iberoamericana.

### Labor periodística
Va fer periodisme als periòdics The Buenos Aires Herald, Tiempo Argentino, La Razón i Río Negro i a Radio Nacional. Els seus assajos s'han publicat en els següents llibres: El guion cinematográfico (Santa Fe, Ediciones Universidad Nacional del Litoral, 1990); Madero, Marta y Devoto, Fernando, ed. Historia de la vida privada en la Argentina (Buenos Aires, Alfaguara, 1999); Lanz, Stephan, ed. City of Coop (Berlín, b-books, 2004); Labaki, Amir i Mourao, Maria Dora, ed. O cinema do real (Sao Paulo, Cosac Naify, 2005); Russo, Eduardo, ed. Hacer cine (Buenos Aires, Paidós, 2008);; Lazzara, Michael y Unruh, Vicky, ed. Telling Ruins in Latin America (Nova York, Palgrave Macmillan, 2008).

### Altres activitats
Va ser el fundador i primer director del Buenos Aires Festival Internacional de Cinema Independent (BAFICI), creat en 1999 i considerat un dels esdeveniments cinematogràfics més importants d'Amèrica Llatina. Des de 2002, dirigeix el Princeton Documentary Festival, en la Universitat de Princeton, els Estats Units, on ha estat Visiting Professor. També ha ensenyat en el Màster de Periodisme de la Universitat de Sant Andrés / Clarín i al Centre Cultural Rector Ricardo Rojas de la Universitat de Buenos Aires. Coordina des del 2000 el Taller de Proyectos Cinematográficos Latinoamericanos, organitzat per la Fundación TYPA. Integra el Consell de Direcció de la Universitat Torcuato Di Tella. Va estudiar Literatura i Llengües Modernes en la Universitat d'Oxford, per la qual es va graduar amb un B.A. amb honors de primera classe.